# Lissodelphis borealis
Lissodelphis borealis — вид родини дельфінових. Мешкає в помірних водах північної частини Тихого океану. Живе в глибоких водах.

## Етимологія
грец. λισσός — «гладенький»; грец. δελφίν — «дельфін»; лат. borealis — «північний».

## Опис
Має струнке тіло, без спинного плавника і горба. Кольори: чорний з білою плямою на животі. Довжина тіла до 3 метрів, може важити до 113 кг.

## Поведінка
Він живе у великих групах — до 2000 особин, найчастіше зустрічається в зграях, що складаються з приблизно 200 осіб. Харчується рибою. Це боязка тварина і зазвичай уникає човнів.